# Goux-lès-Dambelin
Goux-lès-Dambelin é uma comuna francesa na região administrativa de Borgonha-Franco-Condado, no departamento de Doubs. Estende-se por uma área de 8,9 km². Em 2010 a comuna tinha 282 habitantes (densidade: 31,7 hab./km²).